# Wupperhof (Leichlingen)
Wupperhof ist eine aus einer Hofschaft hervorgegangene Ortschaft in der Stadt Leichlingen (Rheinland) im Rheinisch-Bergischen Kreis.

## Lage und Beschreibung
Wupperhof liegt am Ufer der Wupper an der Landesstraße 427 nordöstlich des Leichlinger Zentrums in der naturräumlichen Einheit Unteres Wuppertal am Fuß der Wupperberge genannten, steil aufragenden Hänge der Leichlinger Hochfläche. Der Fluss bildet die Stadtgrenze zu Solingen. Der Ort grenzt zu beiden Seiten an das Naturschutzgebiet Wupperhänge mit Seitensiefen und der Wupper nördlich Witzhelden und Leichlingen. Eine Brücke verbindet Wupperhof mit Wüstenhof auf der anderen Flussseite. Weitere Nachbarorte sind Auer Kotten, Heiler Kotten und Haus Hohenscheid. Sie befinden sich alle jenseits der Wupper auf Solinger Stadtgebiet. 
In Wupperhof besteht ein gastronomischer Betrieb, der laut eigenen Angaben eine mehrere Jahrhunderte lange Tradition besitzen soll.

## Geschichte
Der Ort wurde erstmals im Jahr 1488 als Wypper Hoeve urkundlich erwähnt.  Die Karte Topographia Ducatus Montani aus dem Jahre 1715 zeigt einen Freihof unter dem Namen Wupperhof. Im 18. Jahrhundert gehörte der Ort zum Kirchspiel Witzhelden im bergischen Amt Miselohe. Die Topographische Aufnahme der Rheinlande von 1824 und die Preußische Uraufnahme von 1844 verzeichnen den Ort unbeschriftet bzw. als Wupperhof. 
1815/16 lebten 16 Einwohner im Ort. 1832 gehörte Wupperhof weiterhin zum Kirchspiel Witzhelden innerhalb der Bürgermeisterei Burscheid. Der nach der Statistik und Topographie des Regierungsbezirks Düsseldorf als Hofstadt kategorisierte Ort besaß zu dieser Zeit sechs Wohnhäuser und neun landwirtschaftliche Gebäude. Zu dieser Zeit lebten 37 Einwohner im Ort, allesamt evangelischen Bekenntnisses.
Aufgrund der Gemeindeordnung für die Rheinprovinz erhielt 1845 das Kirchspiel Witzhelden den Status einer Gemeinde, schied aus der Bürgermeisterei Burscheid aus und bildete ab 1850 eine eigene Bürgermeisterei. Im Gemeindelexikon für die Provinz Rheinland sind 1885 13 Wohnhäuser mit 82 Einwohnern angegeben. 1895 hatte der Ort 13 Wohnhäuser mit 57 Einwohnern, 1905 14 Wohnhäuser und 66 Einwohner.
Wupperhof war bis in die 1970er Jahre Startpunkt des Klingenring-Bergrennens auf der Landesstraße 427, die ihrerseits ab 1954 Teil der Radkurses Klingenrings war. Am 1. Januar 1975 wurde die Gemeinde Witzhelden mit Wupperhof nach Leichlingen eingemeindet.

## Persönlichkeiten
- Carl Clauberg (1898–1957), Gynäkologe und SS-Arzt im Rang eines SS-Gruppenführers, bekanntgeworden durch Menschenversuche und Zwangssterilisationen in Konzentrationslagern